# Abragán (Lugo)
Abragán (llamada oficialmente San Bartolomeu de Abragán) es una parroquia y una aldea española del municipio de Corgo, en la provincia de Lugo, Galicia.

## Otras denominaciones
La parroquia también es conocida por el nombre de San Bartolomé de Abragán.

## Organización territorial
La parroquia está formada por cuatro entidades de población:
- Abragán
- Coedo
- Lago
- Laguiño

## Demografía

### Parroquia
| Gráfica de evolución demográfica de Abragán (parroquia) entre 2000 y 2019 |
|                                                                           |
| Datos según el nomenclátor publicado por el INE.                          |

### Aldea
| Gráfica de evolución demográfica de Abragán (aldea) entre 2000 y 2019 |
|                                                                       |
| Datos según el nomenclátor publicado por el INE.                      |